# رونالد بيمنتل
رونالد بيمنتل (بالإسبانية: Ronald Pimentel)‏ (17 أبريل 1985 في السلفادور - ) هو لاعب كرة قدم سلفادوري في مركز الوسط. شارك مع منتخب السلفادور تحت 21 سنة لكرة القدم ‏ ومنتخب السلفادور لكرة القدم. أما مع النوادي، فقد لعب مع نادي أليانزا ‏ وأونسي مونيسيبال ‏ وA.D. Chalatenango ‏ ونادي لويس أنخيل فيربو.

## وصلات خارجية
- رونالد بيمنتل على موقع ناشيونال فوتبول تيمز (الإنجليزية)